# Danh sách tuyến xe buýt Hà Nội
Dưới đây liệt kê danh sách các tuyến xe buýt Hà Nội và từ Hà Nội đi các tỉnh lân cận được cập nhật liên tục.

## Các tuyến trợ giá và tuyến chất lượng cao

### Tuyến buýt tiêu chuẩn
| Tuyến | Đầu A                                                                 |   | Đầu B                                                                         | Tần suất; ngày hoạt động                                                                                    | Giá vé/lượt; ghi chú            | Thời gian hoạt động                                         | Cự ly tuyến (trung bình lượt đi và lượt về) | Đơn vị quản lý                                          | Dòng xe                                         |
| ----- | --------------------------------------------------------------------- | - | ----------------------------------------------------------------------------- | --- | ------------------------------- | ----------------------------------------------------------- | ------------------------------------------- | ------------------------------------------------------- | ----------------------------------------------- |
| 01    | Bến xe Gia Lâm Gia Thụy, Long Biên                                    | ↔ | Bến xe Yên Nghĩa Yên Nghĩa, Hà Đông                                           | 11 - 13- 15 - 20 phút                                                                                       | 10.000 đ                        | 5:00 - 21:00                                                | 21.5 km                                     | Xí nghiệp xe buýt Hà Nội                                | Daewoo BC110                                    |
| 02    | Bác Cổ (Trần Khánh Dư) Phan Chu Trinh, Hoàn Kiếm                      | ↔ | Bến xe Yên Nghĩa Yên Nghĩa, Hà Đông                                           | 5 - 15 phút                                                                                                 | 10.000 đ                        | 5:00 - 22:30                                                | 16.8 km                                     | Xí nghiệp xe buýt nhanh BRT Hà Nội                      | Daewoo BC110                                    |
| 03A   | Bến xe Giáp Bát Giáp Bát, Hoàng Mai                                   | ↔ | Bến xe Gia Lâm Gia Thụy, Long Biên                                            | 5 - 10 - 15 phút                                                                                            | 10.000 đ                        | 5:03 - 21:03                                                | 15.15 km                                    | Xí nghiệp xe buýt Hà Nội                                | Samco City M76 BXM3                             |
| 03B   | Bến xe Nước Ngầm Hoàng Liệt, Hoàng Mai                                | ↔ | Giang Biên , Long Biên                                                        | 20 phút | 10.000 đ                        | 5:00 - 20:00                                                | 19.55 km                                    | Xí nghiệp xe buýt Hà Nội                                | Samco City BGQV2                                |
| 04    | Long Biên Nguyễn Trung Trực, Ba Đình                                  | ↔ | Bệnh viện Nội tiết Trung ương Cơ sở II Tứ Hiệp, Thanh Trì                     | 15 - 20 phút                                                                                                | 10.000 đ                        | 5:00 - 21:00                                                | 17.5 km                                     | Xí nghiệp xe khách Nam Hà Nội                           | Daewoo BC095                                    |
| 05    | Mai Động Hoàng Liệt, Hoàng Mai                                        | ↔ | Đại học Tài nguyên và Môi trường Hà Nội Phú Diễn, Bắc Từ Liêm                 | 20 - 25 - 30 phút                                                                                           | 10.000 đ                        | 5:00 - 21:25                                                | 20.65 km                                    | Xí nghiệp xe khách Nam Hà Nội                           | VinFast Green Bus 8                             |
| 06A   | Bến xe Giáp Bát Giáp Bát, Hoàng Mai                                   | ↔ | Cầu Giẽ Phú Yên, Phú Xuyên                                                    | 10 - 20 phút                                                                                                | 15.000 đ                        | 5:00 - 21:00                                                | 34.5 km                                     | Trung tâm Tân Đạt                                       | Samco City D76                                  |
| 06B   | Bến xe Giáp Bát Giáp Bát, Hoàng Mai                                   | ↔ | Hồng Vân , Thường Tín                                                         | 24 phút | 10.000 đ                        | 5:00 - 21:00                                                | 18.35 km                                    | Trung tâm Tân Đạt                                       | Daewoo BC095                                    |
| 06C   | Bến xe Giáp Bát Giáp Bát, Hoàng Mai                                   | ↔ | Phú Minh TT. Phú Minh, Phú Xuyên                                              | 26 phút | 12.000 đ                        | 5:00 - 21:00                                                | 27.95 km                                    | Trung tâm Tân Đạt                                       | Daewoo BC095                                    |
| 06D   | Bến xe Giáp Bát Giáp Bát, Hoàng Mai                                   | ↔ | Tân Dân , Phú Xuyên                                                           | 24 phút | 15.000 đ                        | 5:25 - 20:00                                                | 32.9 km                                     | Xí nghiệp xe buýt Cầu Bươu                              | Samco City BGQ5E4                               |
| 06E   | Bến xe Giáp Bát Giáp Bát, Hoàng Mai                                   | ↔ | Phú Túc , Phú Xuyên                                                           | 26 phút | 15.000 đ                        | 5:15 - 21:45                                                | 33.85 km                                    | Xí nghiệp xe buýt Cầu Bươu                              | Samco City BGQ5E4                               |
| 07    | Cầu Giấy Láng Thượng, Đống Đa                                         | ↔ | Nội Bài Phú Minh, Sóc Sơn                                                     | 10 - 15 phút                                                                                                | 12.000 đ                        | 5:00 - 22:35                                                | 27.25 km                                    | Công ty cổ phần Xe Điện Hà Nội                          | Daewoo BC095                                    |
| 08A   | Long Biên Nguyễn Trung Trực, Ba Đình                                  | ↔ | Đông Mỹ , Thanh Trì                                                           | 10 - 15 phút                                                                                                | 10.000 đ                        | 5:00 - 22:30                                                | 18.6 km                                     | Công ty Cổ phần Vận tải và Dịch vụ Liên Ninh            | Daewoo GVD090                                   |
| 08B   | Long Biên Nguyễn Trung Trực, Ba Đình                                  | ↔ | Vạn Phúc , Thanh Trì                                                          | 20 phút | 10.000 đ                        | 5:00 - 20:50                                                | 22.3 km                                     | Công ty Cổ phần Vận tải và Dịch vụ Liên Ninh            | Daewoo GVD090, Daewoo BC095                     |
| 09A   | Bờ Hồ Hàng Bạc, Hoàn Kiếm                                             | ↔ | Đại học Mỏ Đức Thắng, Bắc Từ Liêm                                             | 15 - 20 phút; từ thứ 2 đến 15h45 thứ 6 (chuyến cuối cùng về Bờ Hồ xuất bến lúc 14h50 thứ 6 tại Khu Liên cơ) | 10.000 đ                        | 5:00 - 20:55                                                | 17.8 km                                     | Công ty Cổ phần Vận tải và Dịch vụ Liên Ninh            | Daewoo BC095                                    |
| 09ACT | Trần Khánh Dư Phan Chu Trinh, Hoàn Kiếm                               | ↔ | Đại học Mỏ Đức Thắng, Bắc Từ Liêm                                             | 15 - 20 phút; từ 16h thứ 6 đến hết chủ nhật                                                                 | 10.000 đ (*CT: cuối tuần)       | 5:00 - 21:55                                                | 18.5 km                                     | Công ty Cổ phần Vận tải và Dịch vụ Liên Ninh            | Daewoo BC095                                    |
| 09B   | Bờ Hồ Hàng Bạc, Hoàn Kiếm                                             | ↔ | Bến xe Mỹ Đình Mỹ Đình 2, Nam Từ Liêm                                         | 16 phút; từ thứ 2 đến 15h27 thứ 6 (chuyến cuối cùng về Bờ Hồ xuất bến lúc 14h21 thứ 6 tại BX Mỹ Đình)       | 8.000 đ                         | 5:03 - 21:03                                                | 13.95 km                                    | Công ty Cổ phần Vận tải và Dịch vụ Liên Ninh            | Daewoo BC095, Daewoo GVD090                     |
| 09BCT | Trần Khánh Dư Phan Chu Trinh, Hoàn Kiếm                               | ↔ | Bến xe Mỹ Đình Mỹ Đình 2, Nam Từ Liêm                                         | 16 phút; từ 15h43 thứ 6 đến hết chủ nhật                                                                    | 8.000 đ (*CT: cuối tuần)        | 5:03 - 22:05                                                | 14.85 km                                    | Công ty Cổ phần Vận tải và Dịch vụ Liên Ninh            | Daewoo BC095, Daewoo GVD090                     |
| 11    | Công viên Thống Nhất Lê Đại Hành, Hai Bà Trưng                        | ↔ | Học viện Nông nghiệp Việt Nam TT. Trâu Quỳ, Gia Lâm                           | 10 - 15 phút                                                                                                | 10.000 đ                        | 5:00 - 22:00                                                | 18.75 km                                    | Xí nghiệp xe buýt Hà Nội                                | Daewoo BC095 Thaco TB94CT                       |
| 12    | Công viên Nghĩa Đô Dịch Vọng, Cầu Giấy                                | ↔ | Khánh Hà (Thường Tín) Khánh Hà, Thường Tín                                    | 12 - 20 phút                                                                                                | 10.000 đ                        | 5:00 - 21:00                                                | 23.4 km                                     | Trung tâm Tân Đạt                                       | Daewoo BC095                                    |
| 13    | Công viên nước Hồ Tây Nhật Tân, Tây Hồ                                | ↔ | Cổ Nhuế (Học viện Cảnh sát nhân dân) Cổ Nhuế 2, Bắc Từ Liêm                   | 16 phút | 8.000 đ                         | 5:00 - 21:06                                                | 14.25 km                                    | Xí nghiệp xe buýt 10 - 10                               | Samco City I30                                  |
| 15    | Bến xe Gia Lâm Gia Thụy, Long Biên                                    | ↔ | Phố Nỉ (Trung tâm Thương mại Bình An) Trung Giã, Sóc Sơn                      | 10 - 20 phút                                                                                                | 15.000 đ                        | BX Gia Lâm: 5:00 - 19:35 Phố Nỉ: 5:05 - 21:05               | 37.8 km                                     | Xí nghiệp xe buýt Yên Viên                              | Daewoo BC095                                    |
| 16    | Bến xe Mỹ Đình Mỹ Đình 2, Nam Từ Liêm                                 | ↔ | Bến xe Nước Ngầm Hoàng Liệt, Hoàng Mai                                        | 10 phút | 8.000 đ                         | 4:40 - 21:20                                                | 14.4 km                                     | Xí nghiệp xe buýt Cầu Bươu                              | Daewoo BC095                                    |
| 17    | Long Biên Nguyễn Trung Trực, Ba Đình                                  | ↔ | Nội Bài Phú Minh, Sóc Sơn                                                     | 10 - 15 phút                                                                                                | 15.000 đ                        | 5:00 - 22:00                                                | 34.35 km                                    | Xí nghiệp xe buýt Yên Viên                              | Daewoo BC095                                    |
| 19    | Trần Khánh Dư Phan Chu Trinh, Hoàn Kiếm                               | ↔ | Học viện Chính sách và Phát triển An Thượng, Hoài Đức                         | 10 - 20 phút                                                                                                | 12.000 đ                        | 5:00 - 21:00                                                | 26.4 km                                     | Công ty Cổ phần Vận tải và Dịch vụ Liên Ninh            | Samco City BGQ5E4                               |
| 20A   | Nhổn (Đại học Công Nghiệp Hà Nội) ↔ Quốc lộ 32 Minh Khai, Bắc Từ Liêm | ↔ | Bến xe Sơn Tây Quang Trung, Sơn Tây                                           | 14 phút | 12.000 đ                        | Nhổn: 5:00 - 20:47 BX Sơn Tây: 4:35 - 20:37                 | 26.85 km                                    | Xí nghiệp xe buýt 10 - 10                               | Samco City D76                                  |
| 20B   | Nhổn (Đại học Công Nghiệp Hà Nội) Minh Khai, Bắc Từ Liêm              | ↔ | Bến xe Sơn Tây Quang Trung, Sơn Tây                                           | 20 phút | 15.000 đ                        | 5:00 - 20:04                                                | 37.85 km                                    | Xí nghiệp xe buýt 10 - 10                               | Samco City BGQ5E4                               |
| 21A   | Bến xe Giáp Bát Giáp Bát, Hoàng Mai                                   | ↔ | Bến xe Yên Nghĩa Yên Nghĩa, Hà Đông                                           | 7 - 15 phút                                                                                                 | 10.000 đ                        | 5:00 - 21:00                                                | 16.25 km                                    | Công ty Cổ phần Vận tải và Dịch vụ Liên Ninh            | Hyundai Tracomeco B76                           |
| 21B   | Duyên Thái (Thường Tín) Duyên Thái, Thường Tín                        | ↔ | Bến xe Mỹ Đình Mỹ Đình 2, Nam Từ Liêm                                         | 10 - 20 phút                                                                                                | 12.000 đ                        | 5:00 - 21:00                                                | 25.2 km                                     | Công ty Cổ phần Vận tải và Dịch vụ Liên Ninh            | Hyundai Tracomeco B76                           |
| 22A   | Bến xe Gia Lâm Gia Thụy, Long Biên                                    | ↔ | Khu đô thị Kiến Hưng Kiến Hưng, Hà Đông                                       | 9 - 20 phút                                                                                                 | 10.000 đ                        | 5:00 - 22:00                                                | 18.3 km                                     | Xí nghiệp xe buýt Cầu Bươu                              | Daewoo BC095                                    |
| 22B   | Bến xe Giáp Bát Giáp Bát, Hoàng Mai                                   | ↔ | Đô Nghĩa Yên Nghĩa, Hà Đông                                                   | 20 - 30 phút                                                                                                | 8.000 đ                         | 5:00 - 22:00                                                | 14.8 km                                     | Xí nghiệp xe buýt Cầu Bươu                              | Daewoo BC095, Samco City BGQ5E4                 |
| 23    | Nguyễn Công Trứ ↔ Long Biên Phố Huế, Hai Bà Trưng                     | ↔ | Vân Hồ ↔ Nguyễn Công Trứ Phố Huế, Hai Bà Trưng                                | 15 - 20 phút                                                                                                | 10.000 đ                        | 5:00 - 21:00                                                | 17.65 km                                    | Xí nghiệp xe buýt Hà Nội                                | Samco City I30                                  |
| 24    | Long Biên Nguyễn Trung Trực, Ba Đình                                  | ↔ | Cầu Giấy Láng Thượng, Đống Đa                                                 | 12 - 20 phút                                                                                                | 10.000 đ                        | 5:00 - 22:00                                                | 16.2 km                                     | Xí nghiệp xe khách Nam Hà Nội                           | Daewoo BC095                                    |
| 25    | Bến xe Giáp Bát Giáp Bát, Hoàng Mai                                   | ↔ | Bệnh viện Bệnh nhiệt đới Trung ương Cơ Sở 2 Kim Chung, Đông Anh               | 10-15-20phút                                                                                                | 12.000 đ                        | 5:09 - 21:00                                                | 27.6 km                                     | Công ty cổ phần Xe Điện Hà Nội                          | Daewoo BC095                                    |
| 26    | Mai Động , Hoàng Mai                                                  | ↔ | Sân vận động Quốc gia Mỹ Đình 1, Nam Từ Liêm                                  | 5 - 15 phút                                                                                                 | 10.000 đ                        | 5:00 - 22:00                                                | 17.35 km                                    | Xí nghiệp xe khách Nam Hà Nội                           | Daewoo BC212MA                                  |
| 27    | Bến xe Nam Thăng Long Xuân Đỉnh, Nam Từ Liêm                          | ↔ | Bến xe Yên Nghĩa Yên Nghĩa, Hà Đông                                           | 7 - 10 phút                                                                                                 | 10.000 đ                        | 5:00 - 21:00                                                | 21.25 km                                    | Công ty cổ phần Xe Điện Hà Nội                          | Daewoo BC095                                    |
| 28    | Bến xe Nước Ngầm Hoàng Liệt, Hoàng Mai                                | ↔ | Đại học Mỏ Đức Thắng, Bắc Từ Liêm                                             | 10 - 20 phút                                                                                                | 10.000 đ                        | 5:00 - 21:07                                                | 22.7 km                                     | Xí nghiệp xe buýt 10 - 10                               | Daewoo BC095                                    |
| 29    | Bến xe Giáp Bát Giáp Bát, Hoàng Mai                                   | ↔ | Tân Lập , Đan Phượng                                                          | 11 - 20 phút                                                                                                | 10.000 đ                        | 5:00 - 21:00                                                | 23.95 km                                    | Xí nghiệp xe buýt 10 - 10                               | Daewoo BC095                                    |
| 30    | Khu đô thị Gamuda Gardens Trần Phú, Hoàng Mai                         | ↔ | Bến xe Mỹ Đình Mỹ Đình 2, Nam Từ Liêm                                         | 10 - 20 phút                                                                                                | 10.000 đ                        | 5:00 - 21:00                                                | 20.9 km                                     | Xí nghiệp xe khách Nam Hà Nội                           | Daewoo BC095                                    |
| 31    | Đại học Bách Khoa Bách Khoa, Hai Bà Trung                             | ↔ | Chèm (Đại học Mỏ) Đức Thắng, Bắc Từ Liêm                                      | 10 - 20 phút                                                                                                | 10.000 đ                        | 5:05 - 21:00                                                | 19.5 km                                     | Xí nghiệp xe buýt Hà Nội                                | Daewoo BC095                                    |
| 32    | Bến xe Giáp Bát Giáp Bát, Hoàng Mai                                   | ↔ | Nhổn (Đại học Công Nghiệp Hà Nội) Minh Khai, Bắc Từ Liêm                      | 5 - 20 phút                                                                                                 | 10.000 đ                        | 5:00 - 22:30                                                | 18.65 km                                    | Xí nghiệp xe buýt Cầu Bươu                              | Daewoo BC110                                    |
| 33    | Cụm công nghiệp Thanh Oai Bích Hòa, Thanh Oai                         | ↔ | Xuân Đỉnh ( Học viện Hành chính và Quản trị công) Xuân Tảo, Bắc Từ Liêm       | 16 - 20 phút                                                                                                | 10.000 đ                        | 5:04 - 21:04                                                | 24.05 km                                    | Trung tâm Tân Đạt                                       | Daewoo BC095                                    |
| 34    | Bến xe Mỹ Đình Mỹ Đình 2, Nam Từ Liêm                                 | ↔ | Bến xe Gia Lâm Ngọc Lâm, Long Biên                                            | 8 - 9 - 10 phút                                                                                             | 10.000 đ                        | 4:50 - 22:35                                                | 17.7 km                                     | Công ty cổ phần Xe Điện Hà Nội                          | VinFast Green Bus                               |
| 35A   | Trần Khánh Dư Phan Chu Trinh, Hoàn Kiếm                               | ↔ | Bến xe Nam Thăng Long Xuân Đỉnh, Nam Từ Liêm                                  | 15 - 20 phút                                                                                                | 10.000 đ                        | 5:00 - 21:00                                                | 18.5 km                                     | Công ty cổ phần Xe Điện Hà Nội                          | Daewoo GVD090, Daewoo BC095                     |
| 35B   | Bến xe Nam Thăng Long Xuân Đỉnh, Bắc Từ Liêm                          | ↔ | Thanh Lâm , Mê Linh                                                           | 15 - 30 phút                                                                                                | 10.000 đ                        | 5:05 - 21:00                                                | 23.65 km                                    | Công ty cổ phần Xe Điện Hà Nội                          | Samco City BGQ5E4                               |
| 36    | Yên Phụ Nguyễn Trung Trực, Ba Đình                                    | ↔ | Khu đô thị Linh Đàm Hoàng Liệt, Hoàng Mai                                     | 14 - 20 phút                                                                                                | 8.000 đ                         | 5:05 - 21:00                                                | 13.1 km                                     | Xí nghiệp xe buýt Hà Nội                                | Daewoo BC095                                    |
| 37    | Bến xe Giáp Bát Giáp Bát, Hoàng Mai                                   | ↔ | Chương Mỹ TT. Chúc Sơn, Chương Mỹ                                             | 10 - 20 phút                                                                                                | 10.000 đ                        | 5:06 - 21:02                                                | 22.85 km                                    | Công ty Cổ phần Vận tải và Dịch vụ Liên Ninh            | Samco City BGQ5E4                               |
| 38    | Bến xe Nam Thăng Long Xuân Đỉnh, Nam Từ Liêm                          | ↔ | Mai Động , Hoàng Mai                                                          | 15 - 20 phút                                                                                                | 10.000 đ                        | 5:05 - 21:00                                                | 19.4 km                                     | Xí nghiệp xe khách Nam Hà Nội                           | Thaco TB94CT                                    |
| 39    | Công viên Nghĩa Đô Dịch Vọng, Cầu Giấy                                | ↔ | Mai Động , Hoàng Mai                                                          | 15 - 20 phút                                                                                                | 12.000 đ                        | 5:00 - 21:20                                                | 25.4 km                                     | Xí nghiệp xe khách Nam Hà Nội                           | VinFast Green Bus 8                             |
| 40    | Công viên Thống Nhất Lê Đại Hành, Hai Bà Trưng                        | ↔ | Văn Lâm , Hưng Yên                                                            | 12 phút | 10.000 đ                        | 5:00 - 22:00                                                | 24.75 km                                    | Xí nghiệp xe buýt Hà Nội                                | Daewoo BC095                                    |
| 41    | Bến xe Giáp Bát Giáp Bát, Hoàng Mai                                   | ↔ | Bến xe Nam Thăng Long Xuân Đỉnh, Bắc Từ Liêm                                  | 10 - 20 phút                                                                                                | 10.000 đ                        | 5:00 - 21:00                                                | 20.6 km                                     | Công ty cổ phần Xe Điện Hà Nội                          | Samco City BGQ5E4, Daewoo BC095                 |
| 42    | Bến xe Giáp Bát Giáp Bát, Hoàng Mai                                   | ↔ | Trung Mầu (Gia Lâm) Phù Đổng, Gia Lâm                                         | 15 - 20 phút                                                                                                | 12.000 đ                        | 5:00 - 21:00                                                | 29.85 km                                    | Công ty Cổ phần Xe Khách Hà Nội (Tân Long)              | Samco City I51, Daewoo BS090, Thaco TB94CT      |
| 46    | Bến xe Mỹ Đình Mỹ Đình 2, Nam Từ Liêm                                 | ↔ | Thị trấn Đông Anh TT. Đông Anh, Đông Anh                                      | 10 - 15 phút                                                                                                | 12.000 đ                        | 5:00 - 21:00                                                | 26.15 km                                    | Công ty Cổ phần Vận tải, Thương mại và Du lịch Đông Anh | Daewoo BS106, Thaco TB115CT                     |
| 47A   | Long Biên Nguyễn Trung Trực, Ba Đình                                  | ↔ | Bát Tràng , Gia Lâm                                                           | 20 phút | 10.000 đ                        | 5:00 - 21:30                                                | 17.8 km                                     | Công ty Cổ phần Vận tải Newway                          | VinFast Green Bus 8                             |
| 47B   | Đại học Kinh tế Quốc dân Đồng Tâm, Hai Bà Trưng                       | ↔ | Kiêu Kỵ (Gia Lâm) Kiêu Kỵ, Gia Lâm                                            | 20 - 25 - 30 phút                                                                                           | 12.000 đ                        | 5:00 - 20:45                                                | 29.4 km                                     | Công ty Cổ phần Vận tải Newway                          | VinFast Green Bus 8                             |
| 48    | Bến xe Nước Ngầm Hoàng Liệt, Hoàng Mai                                | ↔ | Phúc Lợi (Long Biên) Chung cư Ruby City Phúc Lợi, Long Biên                   | 15 - 20 phút                                                                                                | 12.000 đ                        | 5:00 - 21:00                                                | 25.25 km                                    | Công ty Cổ phần Vận tải Newway                          | PAZ Vector 8.8                                  |
| 49    | Trần Khánh Dư Phan Chu Trinh, Hoàn Kiếm                               | ↔ | Nhổn (Đại học Công Nghiệp Hà Nội) Minh Khai, Bắc Từ Liêm                      | 10 - 20 phút                                                                                                | 10.000 đ                        | 5:00 - 21:00                                                | 20.1 km                                     | Công ty Cổ phần Xe Khách Hà Nội (Tân Long)              | Samco City I51, Daewoo BS090                    |
| 50    | Long Biên Nguyễn Trung Trực, Ba Đình                                  | ↔ | Khu đô thị An Lạc (Hoài Đức) Vân Canh, Hoài Đức                               | 11 - 20 phút                                                                                                | 10.000 đ                        | 5:00 - 21:00                                                | 23.55 km                                    | Xí nghiệp xe buýt 10 - 10                               | Daewoo BC095                                    |
| 51    | Bến xe Gia Lâm Gia Thụy, Long Biên                                    | ↔ | Trần Vỹ (Học viện Tư Pháp) Mai Dịch, Cầu Giấy                                 | 10 - 20 phút                                                                                                | 10.000 đ                        | 5:00 - 21:00                                                | 24.1 km                                     | Công ty Cổ phần Xe Khách Hà Nội (Tân Long)              | Samco City BGQ5E4                               |
| 52    | Công viên Thống Nhất Lê Đại Hành, Hai Bà Trưng                        | ↔ | Lệ Chi (Trường Đại học Công Nghiệp Dệt May) Lệ Chi, Gia Lâm                   | 17 - 25 phút                                                                                                | 12.000 đ                        | 5:06 - 21:07                                                | 26.15 km                                    | Xí nghiệp xe buýt Hà Nội                                | Daewoo BC110                                    |
| 53A   | Hoàng Quốc Việt Cổ Nhuế 1, Bắc Từ Liêm                                | ↔ | Thị trấn Đông Anh TT. Đông Anh, Đông Anh                                      | 20 phút | 10.000 đ                        | 5:12 - 21:30                                                | 23.55 km                                    | Xí nghiệp xe buýt 10 - 10                               | Daewoo BC110                                    |
| 53B   | Bến xe Mỹ Đình Mỹ Đình 2, Nam Từ Liêm                                 | ↔ | Kim Hoa , Mê Linh                                                             | 20 phút | 10.000 đ                        | 5:00 - 20:50                                                | 24.7 km                                     | Xí nghiệp xe buýt 10 - 10                               | Daewoo BC110                                    |
| 54    | Long Biên Nguyễn Trung Trực, Ba Đình                                  | ↔ | Thành phố Bắc Ninh TP. Bắc Ninh, Bắc Ninh                                     | 10 - 15 phút                                                                                                | 15.000 đ                        | 5:00 - 21:15                                                | 31.1 km                                     | Xí nghiệp xe buýt Yên Viên                              | Daewoo BC095                                    |
| 55    | Trung tâm thương mại AEON MALL Long Biên Long Biên, Long Biên         | ↔ | Cầu Giấy Láng Thượng, Đống Đa                                                 | 10 - 40 phút                                                                                                | 10.000 đ                        | 5:20 - 20:50                                                | 22.5 km                                     | Công ty cổ phần Xe Điện Hà Nội                          | Daewoo BC095                                    |
| 56A   | Mỹ Đình (Sân vận động Quốc gia) Mỹ Đình 1, Nam Từ Liêm                | ↔ | Núi Đôi (Trường Đại học Điện lực Cơ sở 2) Tân Minh, Sóc Sơn                   | 15 - 20 phút                                                                                                | 15.000 đ                        | SVĐ Quốc Gia: 5:35 - 20:40 Núi Đôi: 5:30 - 20:00            | 35.85 km                                    | Công ty cổ phần Xe Điện Hà Nội                          | Samco City BGQ5E4                               |
| 56B   | Học viện Phật giáo Việt Nam ↔ Xuân Giang Phù Linh, Sóc Sơn            | ↔ | Bắc Phú ↔ Học viện Phật giáo Việt Nam Phù Linh, Sóc Sơn                       | 20 - 25 phút                                                                                                | 15.000 đ                        | 4:50 - 18:40                                                | 35.5 km                                     | Công ty cổ phần Xe Điện Hà Nội                          | Samco City BGQ5E4                               |
| 57    | Bến xe Nam Thăng Long Xuân Đỉnh, Nam Từ Liêm                          | ↔ | Khu công nghiệp Phú Nghĩa Phú Nghĩa, Chương Mỹ                                | 15 - 20 phút                                                                                                | 20.000 đ                        | 4:45 - 21:15                                                | 40.8 km                                     | Công ty TNHH Du lịch, Dịch vụ và Xây dựng Bảo Yến       | Daewoo GVD090                                   |
| 58    | Long Biên Nguyễn Trung Trực, Ba Đình                                  | ↔ | Thạch Đà (BVĐK Mê Linh) Thạch Đà, Mê Linh                                     | 10 - 15 phút                                                                                                | 20.000 đ                        | 5:00 - 21:00                                                | 43.5 km                                     | Công ty TNHH Du lịch, Dịch vụ và Xây dựng Bảo Yến       | Daewoo GVD090                                   |
| 59    | Thị trấn Đông Anh TT. Đông Anh, Đông Anh                              | ↔ | Học viện Nông nghiệp Việt Nam TT. Trâu Quỳ, Gia Lâm                           | 10 - 15 phút                                                                                                | 15.000 đ                        | 5:00 - 21:00                                                | 33.15 km                                    | Công ty TNHH Du lịch, Dịch vụ và Xây dựng Bảo Yến       | VinFast Green Bus 8                             |
| 60A   | Khu đô thị Pháp Vân Hoàng Liệt, Hoàng Mai                             | ↔ | Công viên nước Hồ Tây Nhật Tân, Tây Hồ                                        | 10 - 20 phút                                                                                                | 12.000 đ                        | 5:00 - 21:00                                                | 25.5 km                                     | Công ty TNHH Du lịch, Dịch vụ và Xây dựng Bảo Yến       | Daewoo BC095, Daewoo BS090, Samco City M60 BXM3 |
| 60B   | Bến xe Nước Ngầm Hoàng Liệt, Hoàng Mai                                | ↔ | Bệnh viện Bệnh nhiệt đới Trung ương Cơ sở 2 Kim Chung, Đông Anh               | 10 - 15 phút                                                                                                | 12.000 đ                        | 4:50 - 21:00                                                | 26.8 km                                     | Công ty TNHH Du lịch, Dịch vụ và Xây dựng Bảo Yến       | Daewoo BC095                                    |
| 61    | Công viên Cầu Giấy Dịch Vọng, Cầu Giấy                                | ↔ | Dục Tú (Đông Anh) Dục Tú, Đông Anh                                            | 10 - 15 phút                                                                                                | 15.000 đ                        | 5:00 - 21:00                                                | 36.9 km                                     | Công ty TNHH Du lịch, Dịch vụ và Xây dựng Bảo Yến       | Daewoo GVD090                                   |
| 62    | Bến xe Yên Nghĩa Yên Nghĩa, Hà Đông                                   | ↔ | Bến xe Thường Tín TT.Thường Tín, Thường Tín                                   | 10 - 15 phút                                                                                                | 10.000 đ                        | 5:00 - 21:00                                                | 21.4 km                                     | Trung tâm Tân Đạt                                       | Daewoo BC095                                    |
| 63    | Khu công nghiệp Bắc Thăng Long Kim Chung, Đông Anh                    | ↔ | Tiến Thịnh (Mê Linh) Tiến Thịnh, Mê Linh                                      | 15 - 20 phút                                                                                                | 12.000 đ                        | 5:00 - 21:45                                                | 26.8 km                                     | Xí nghiệp xe buýt Yên Viên                              | Daewoo BC095                                    |
| 64    | Bến xe Mỹ Đình Mỹ Đình 2, Nam Từ Liêm                                 | ↔ | Phố Nỉ (Trung tâm thương mại Bình An) Trung Giã, Sóc Sơn                      | 15 phút | 20.000 đ                        | 5:00 - 21:00                                                | 42.2 km                                     | Công ty Liên doanh vận chuyển Quốc tế Hải Vân           | Thaco Meadow 89CT                               |
| 65    | Long Biên Nguyễn Trung Trực, Ba Đình                                  | ↔ | Thụy Lâm (Đông Anh) Thụy Lâm, Đông Anh                                        | 10 - 20 phút                                                                                                | 12.000 đ                        | 5:00 - 21:00                                                | 28.2 km                                     | Công ty TNHH Du lịch, Dịch vụ và Xây dựng Bảo Yến       | Daewoo GVD090                                   |
| 66    | Bến xe Yên Nghĩa Yên Nghĩa, Hà Đông                                   | ↔ | Bến xe Phùng TT. Phùng, Đan Phượng                                            | 20 - 30 phút                                                                                                | 12.000 đ                        | 5:00 - 20:30                                                | 27.75 km                                    | Xí nghiệp xe buýt nhanh BRT Hà Nội                      | Samco City I30                                  |
| 67    | Bến xe Phùng TT. Phùng, Đan Phượng                                    | ↔ | Kim Sơn (Hồ Đồng Mô) Kim Sơn, Sơn Tây                                         | 25 - 30 phút                                                                                                | 15.000 đ                        | Phùng: 5:00 - 20:30 Kim Sơn: 4:30 - 20:05                   | 34.2 km                                     | Xí nghiệp xe buýt 10 - 10                               | Samco City I30                                  |
| 68    | Trung tâm thương mại Melinh Plaza Hà Đông Hà Cầu, Hà Đông             | ↔ | Sân bay Nội Bài Phú Minh, Sóc Sơn                                             | 35 - 45 phút                                                                                                | 50.000 đ (Tuyến chất lượng cao) | 6:00 - 20:30                                                | 40.7 km                                     | Xí nghiệp xe buýt nhanh BRT Hà Nội                      | Thaco HB73CT                                    |
| 69    | Long Biên Nguyễn Trung Trực, Ba Đình                                  | ↔ | Dương Quang (Gia Lâm) Dương Quang, Gia Lâm                                    | 20 - 25 phút                                                                                                | 15.000 đ                        | 5:00 - 21:00                                                | 33.5 km                                     | Công ty Cổ phần Vận tải Newway                          | Hyundai Tracomeco B30                           |
| 72    | Bến xe Yên Nghĩa Yên Nghĩa, Hà Đông                                   | ↔ | Xuân Mai (Nhà máy thức ăn chăn nuôi CP) TT. Xuân Mai, Chương Mỹ               | 15 - 20 phút                                                                                                | 10.000 đ                        | 5:00 - 21:00                                                | 22.4 km                                     | Công ty Cổ phần Ô tô Vận tải Hà Tây                     | Thaco TB94CT                                    |
| 74    | Bến xe Mỹ Đình Mỹ Đình 2, Nam Từ Liêm                                 | ↔ | Xuân Khanh , Sơn Tây                                                          | 10 - 30 phút                                                                                                | 20.000 đ                        | 5:00 - 20:30                                                | 55.7 km                                     | Công ty Liên doanh vận chuyển Quốc tế Hải Vân           | Thaco Meadow 89CT, Samco City D60, Thaco TB94CT |
| 84    | Cầu Diễn (KĐT Vinhomes Gardenia) Cầu Diễn, Nam Từ Liêm                | ↔ | Khu đô thị Linh Đàm Hoàng Liệt, Hoàng Mai                                     | 20 - 25 phút                                                                                                | 10.000 đ                        | 5:00 - 21:00                                                | 21.9 km                                     | Xí nghiệp xe buýt Cầu Bươu                              | Samco City I30                                  |
| 85    | Công viên Nghĩa Đô Dịch Vọng, Cầu Giấy                                | ↔ | Khu đô thị Thanh Hà Cự Khê, Thanh Oai                                         | 20 - 25 phút                                                                                                | 10.000 đ                        | 5:00 - 21:00                                                | 20.2 km                                     | Xí nghiệp xe buýt Cầu Bươu                              | Samco City I30                                  |
| 86    | Ga Hà Nội Cửa Nam, Hoàn Kiếm                                          | ↔ | Sân bay Nội Bài Phú Minh, Sóc Sơn                                             | 30 - 45 phút                                                                                                | 45.000 đ (Tuyến chất lượng cao) | 5:15 - 22:10                                                | 32.4 km                                     | Xí nghiệp xe buýt nhanh BRT Hà Nội                      | Daewoo BC212MA                                  |
| 87    | Bến xe Mỹ Đình Mỹ Đình 2, Nam Từ Liêm                                 | ↔ | Quốc Oai ↔ Xuân Mai (Nhà máy thức ăn chăn nuôi CP) TT. Xuân Mai, Chương Mỹ    | 15 - 30 phút                                                                                                | 15.000 đ                        | 5:00 - 22:30                                                | 36.8 km                                     | Xí nghiệp xe khách Nam Hà Nội                           | Daewoo BC095                                    |
| 88    | Bến xe Mỹ Đình Mỹ Đình 2, Nam Từ Liêm                                 | ↔ | Hòa Lạc ↔ Xuân Mai (Trường Cao Đẳng Cộng đồng Hà Tây) TT. Xuân Mai, Chương Mỹ | 15 - 25 phút                                                                                                | 20.000 đ                        | BX Mỹ Đình: 5:05 - 18:30 Xuân Mai: 5:00 - 20:10             | 48.6 km                                     | Xí nghiệp xe khách Nam Hà Nội                           | Daewoo BC095                                    |
| 89    | Bến xe Yên Nghĩa Yên Nghĩa, Hà Đông                                   | ↔ | Bến xe Sơn Tây Quang Trung, Sơn Tây                                           | 20 - 22 phút                                                                                                | 20.000 đ                        | 5:00 - 20:46                                                | 45.95 km                                    | Xí nghiệp xe buýt nhanh BRT Hà Nội                      | Samco City BGQ5E4                               |
| 90    | Hào Nam Ô Chợ Dừa, Đống Đa                                            | ↔ | Sân bay Nội Bài Phú Cường, Sóc Sơn                                            | 15 - 20 phút                                                                                                | 15.000 đ                        | 5:30 - 22:30                                                | 30.6 km                                     | Xí nghiệp xe buýt Yên Viên                              | Daewoo BC095                                    |
| 91    | Bến xe Yên Nghĩa Yên Nghĩa, Hà Đông                                   | ↔ | Phú Túc (Phú Xuyên) Phú Túc, Phú Xuyên                                        | 20 phút | 12.000 đ                        | BX Yên Nghĩa: 5:00 - 20:40 Phú Túc: 5:00 - 21:30            | 29 km                                       | Xí nghiệp xe buýt nhanh BRT Hà Nội                      | Daewoo BC095                                    |
| 92    | Nhổn (Đại học Công Nghiệp Hà Nội Minh Khai, Bắc Từ Liêm               | ↔ | Phú Sơn (Ba Vì) Phú Sơn, Ba Vì                                                | 10 - 15 phút                                                                                                | 20.000 đ                        | Nhổn: 5:00 - 21:00 Phú Sơn: 4:30 - 21:00                    | 46 km                                       | Xí nghiệp xe buýt 10 - 10                               | Daewoo BC095                                    |
| 93    | Bến xe Nam Thăng Long Xuân Đỉnh, Nam Từ Liêm                          | ↔ | Bắc Sơn (Sóc Sơn) Bắc Sơn, Sóc Sơn                                            | 22 - 25 phút                                                                                                | 20.000 đ                        | BX Nam Thăng Long: 5:05 - 18:50 Bắc Sơn: 5:25 - 20:45       | 46.9 km                                     | Xí nghiệp xe buýt Yên Viên                              | Samco City BGQ5E4                               |
| 94    | Bến xe Giáp Bát Giáp Bát, Hoàng Mai                                   | ↔ | Kim Bài TT. Kim Bài, Thanh Oai                                                | 20 - 25 phút                                                                                                | 12.000 đ                        | 5:05 - 21:05                                                | 29.9 km                                     | Công ty Cổ phần Vận tải Newway                          | Daewoo BC095                                    |
| 95    | Bến xe Nam Thăng Long Xuân Đỉnh, Nam Từ Liêm                          | ↔ | Xuân Hòa (Trường ĐH Sư phạm Hà Nội 2) Phúc Yên, Vĩnh Phúc                     | 20 phút | 12.000 đ                        | BX Nam Thăng Long: 5:00 - 19:45 Xuân Hòa: 5:15 - 21:05      | 28.95 km                                    | Xí nghiệp xe buýt Yên Viên                              | Daewoo BC095, Samco City BGQ5E4                 |
| 96    | Cầu Giấy Láng Thượng, Đống Đa                                         | ↔ | Đông Anh (BVĐK Bắc Thăng Long) TT. Đông Anh, Đông Anh                         | 20 - 25 phút                                                                                                | 15.000 đ                        | Cầu Giấy: 5:00 - 21:00 Đông Anh: 5:00 - 20:50               | 33.35 km                                    | Xí nghiệp xe buýt 10 - 10                               | Samco City BGQ5E4                               |
| 97    | Công viên Nghĩa Đô Dịch Vọng, Cầu Giấy                                | ↔ | Hoài Đức TT. Trạm Trôi, Hoài Đức                                              | 20 - 30 phút                                                                                                | 10.000 đ                        | 5:00 - 21:00                                                | 17.55 km                                    | Xí nghiệp xe buýt 10 - 10                               | Thaco HB73CT                                    |
| 98    | Yên Phụ ↔ Ngọc Thụy Nguyễn Trung Trực, Ba Đình                        | ↔ | Trung tâm thương mại AEON MALL Long Biên Long Biên, Long Biên                 | 20 - 30 phút                                                                                                | 10.000 đ                        | 5:00 - 21:00                                                | 19.55 km                                    | Xí nghiệp xe khách Nam Hà Nội                           | Thaco HB73CT                                    |
| 99    | Kim Mã , Ba Đình                                                      | ↔ | Ngũ Hiệp (Thanh Trì) Ngũ Hiệp, Thanh Trì                                      | 15 - 20 phút                                                                                                | 10.000 đ                        | 5:00 - 21:10                                                | 16.5 km                                     | Xí nghiệp xe khách Nam Hà Nội                           | Thaco HB73CT                                    |
| 100   | Long Biên Nguyễn Trung Trực, Ba Đình                                  | ↔ | Đặng Xá , Gia Lâm                                                             | 20 - 25 phút                                                                                                | 10.000 đ                        | 5:00 - 21:10                                                | 17.7 km                                     | Xí nghiệp xe buýt Hà Nội                                | Daewoo BC095                                    |
| 101A  | Bến xe Giáp Bát Giáp Bát, Hoàng Mai                                   | ↔ | Vân Đình TT. Vân Đình, Ứng Hòa                                                | 22 - 30 phút                                                                                                | 20.000 đ                        | 5:00 - 21:15                                                | 52.8 km                                     | Trung tâm Tân Đạt                                       | Samco City BGQ5E4                               |
| 101B  | Bến xe Giáp Bát Giáp Bát, Hoàng Mai                                   | ↔ | Đại Cường (Ứng Hòa) Đại Cường, Ứng Hòa                                        | 46 - 50 phút                                                                                                | 20.000 đ                        | 5:05 - 19:20                                                | 46.15 km                                    | Trung tâm Tân Đạt                                       | Samco City BGQ5E4                               |
| 102   | Bến xe Yên Nghĩa Yên Nghĩa, Hà Đông                                   | ↔ | Vân Đình TT. Vân Đình, Ứng Hòa                                                | 20 - 30 phút                                                                                                | 15.000 đ                        | 5:00 - 21:20                                                | 32.2 km                                     | Xí nghiệp xe buýt nhanh BRT Hà Nội                      | Samco City BGQ5E4                               |
| 103A  | Bến xe Mỹ Đình Mỹ Đình 2, Nam Từ Liêm                                 | ↔ | Hương Sơn , Mỹ Đức                                                            | 15 phút | 20.000 đ                        | 5:02 - 20:00                                                | 60.9 km                                     | Xí nghiệp xe buýt Cầu Bươu                              | Daewoo BC095                                    |
| 103B  | Bến xe Mỹ Đình Mỹ Đình 2, Nam Từ Liêm                                 | ↔ | Hồng Quang ↔ Hương Sơn , Mỹ Đức                                               | 16 - 20 phút                                                                                                | 20.000 đ                        | 5:08 - 20:10                                                | 60.85 km                                    | Xí nghiệp xe buýt Cầu Bươu                              | Daewoo BC095                                    |
| 104   | Mỹ Đình (Sân vận động Quốc gia) Mỹ Đình 1, Nam Từ Liêm                | ↔ | Bến xe Nước Ngầm Hoàng Liệt, Hoàng Mai                                        | 21 phút | 10.000 đ                        | 5:00 - 21:00                                                | 19.25 km                                    | Trung tâm Tân Đạt                                       | Thaco HB73CT                                    |
| 105   | Khu đô thị Đô Nghĩa Yên Nghĩa, Hà Đông                                | ↔ | Cầu Giấy Láng Thượng, Đống Đa                                                 | 15 phút | 10.000 đ                        | 5:00 - 21:00                                                | 21.35 km                                    | Xí nghiệp xe buýt nhanh BRT Hà Nội                      | Thaco HB73CT, Samco City I30                    |
| 106   | Khu đô thị Mỗ Lao Mộ Lao, Hà Đông                                     | ↔ | Trung tâm thương mại AEON MALL Long Biên Long Biên, Long Biên                 | 20 - 30 phút                                                                                                | 10.000 đ                        | 5:00 - 21:00                                                | 24.2 km                                     | Xí nghiệp xe khách Nam Hà Nội                           | Thaco HB73CT                                    |
| 107   | Kim Mã , Ba Đình                                                      | ↔ | Làng Văn hóa - Du lịch các dân tộc Việt Nam Yên Bài, Ba Vì                    | 15 - 20 phút                                                                                                | 20.000 đ                        | 5:00- 20:50                                                 | 49.7 km                                     | Xí nghiệp xe buýt nhanh BRT Hà Nội                      | Daewoo BC095                                    |
| 108   | Bến xe Thường Tín TT.Thường Tín, Thường Tín                           | ↔ | Minh Tân (Phú Xuyên) Minh Tân, Phú Xuyên                                      | 20 - 40 phút                                                                                                | 15.000 đ                        | 4:25 - 21:00                                                | 30.75 km                                    | Xí nghiệp xe buýt Hà Nội                                | Samco City I30                                  |
| 109   | Bến xe Mỹ Đình Mỹ Đình 2, Nam Từ Liêm                                 | ↔ | Sân bay Nội Bài Phú Minh, Sóc Sơn                                             | 20 - 30 phút                                                                                                | 12.000 đ                        | 5:00 - 21:00                                                | 27 km                                       | Công ty cổ phần Xe Điện Hà Nội                          | Daewoo BC095                                    |
| 110   | Bến xe Sơn Tây Quang Trung, Sơn Tây                                   | ↔ | Minh Quang (Ba Vì) Minh Quang, Ba Vì                                          | 20 - 28 - 30 phút                                                                                           | 12.000 đ                        | 5:00 - 19:30                                                | 28 km                                       | Xí nghiệp xe buýt 10 - 10                               | Samco City BGQ5E4                               |
| 111   | Bến xe Sơn Tây Quang Trung, Sơn Tây                                   | ↔ | Bất Bạt (Ba Vì) Sơn Đà, Ba Vì                                                 | 25 phút | 12.000 đ                        | 4:30 - 20:20                                                | 28.35 km                                    | Xí nghiệp xe buýt 10 - 10                               | Samco City I30                                  |
| 112   | Bến xe Nam Thăng Long Xuân Đỉnh, Bắc Từ Liêm                          | ↔ | Thạch Đà (BVĐK Mê Linh) Thạch Đà, Mê Linh                                     | 15 - 30 phút                                                                                                | 10.000 đ                        | BX Nam Thăng Long: 4:45 - 19:42 Thạch Đà: 5:19 - 20:16      | 23.8 km                                     | Xí nghiệp xe buýt Yên Viên                              | Samco City I30                                  |
| 113   | Bến xe Thường Tín ↔ Dũng Tiến TT.Thường Tín, Thường Tín               | ↔ | Bến đò Vườn Chuối Hồng Thái, Phú Xuyên                                        | 20 - 35 phút                                                                                                | 12.000 đ                        | BX Thường Tín: 5:00 - 19:50 Bến đò Vườn Chuối: 5:00 - 20:00 | 26.9 km                                     | Trung tâm Tân Đạt                                       | Samco City I30                                  |
| 114   | Bến xe Yên Nghĩa Yên Nghĩa, Hà Đông                                   | ↔ | Miếu Môn (Chương Mỹ) Trần Phú, Chương Mỹ                                      | 20-25-30 phút                                                                                               | 10.000 đ                        | BX Yên Nghĩa: 5:00 - 20:30 Miếu Môn: 5:00 - 21:00           | 22.4 km                                     | Xí nghiệp xe buýt nhanh BRT Hà Nội                      | Samco City I30                                  |
| 115   | Xuân Mai (Trường Đại học Lâm nghiệp Hà Nội) TT. Xuân Mai, Chương Mỹ   | ↔ | Vân Đình TT. Vân Đình, Ứng Hòa                                                | 20 - 25 phút                                                                                                | 20.000 đ                        | 5:15 - 20:30                                                | 40.3 km                                     | Trung tâm Tân Đạt                                       | Samco City I30                                  |
| 116   | Yên Trung (Thạch Thất) Yên Trung, Thạch Thất                          | ↔ | Thị trấn Chúc Sơn (Chương Mỹ) Thị trấn Chúc Sơn, Chương Mỹ                    | 17 - 22 - 26 - 30 phút                                                                                      | 15.000 đ                        | Yên Trung: 5:00 - 19:00 Thị trấn Chúc Sơn: 5:00 - 19:30     | 39.85 km                                    | Xí nghiệp xe buýt nhanh BRT Hà Nội                      | Samco City I30                                  |
| 117   | Hòa Lạc (Trường Đại học FPT) Thạch Hòa, Thạch Thất                    | ↔ | Nhổn (Đại học Công Nghiệp Hà Nội) Minh Khai, Bắc Từ Liêm                      | 20 - 30 phút                                                                                                | 15.000 đ                        | 5:30 - 20:30                                                | 37.2 km                                     | Xí nghiệp xe buýt Cầu Bươu                              | Samco City I30                                  |
| 118   | Bến xe Sơn Tây ↔ Quốc lộ 32 Quang Trung, Sơn Tây                      | ↔ | Bất Bạt (Ba Vì) Sơn Đà, Ba Vì                                                 | 20 phút | 20.000 đ                        | BX Sơn Tây: 5:10 - 20:50 Tòng Bạt: 5:00 - 20:00             | 40.65 km                                    | Công ty Cổ phần Vận tải ô tô khách Hà Tây               | Samco City I30                                  |
| 119   | Hòa Lạc (Trường Đại học FPT) Thạch Hòa, Thạch Thất                    | ↔ | Bất Bạt (Ba Vì) Sơn Đà, Ba Vì                                                 | 20 - 25 - 30 phút                                                                                           | 20.000 đ                        | Hòa Lạc: 5:30 - 20:30 Bất Bạt: 5:00 - 19:50                 | 41.1 km                                     | Xí nghiệp xe buýt Cầu Bươu                              | Samco City I30                                  |
| 122   | Bến xe Gia Lâm Gia Thụy, Long Biên                                    | ↔ | KCN Bắc Thăng Long Kim Chung, Đông Anh                                        | 20 - 25 phút                                                                                                | 15.000 đ                        | 5:00 - 21:00                                                | 32.05 km                                    | Công ty Cổ phần Xe Khách Hà Nội (Tân Long)              | Gaz B22                                         |
| 123   | Bến xe Yên Nghĩa Yên Nghĩa, Hà Đông                                   | ↔ | Hồng Dương (Thanh Oai) Hồng Dương, Thanh Oai                                  | 20 - 30 phút                                                                                                | 10.000 đ                        | 5:00 - 21:00                                                | 22.65 km                                    | Công ty Cổ phần Vận tải, Thương mại và Du lịch Đông Anh | Gaz B22                                         |
| 124   | Bến xe Yên Nghĩa ↔ TT Chúc Sơn Yên Nghĩa, Hà Đông                     | ↔ | Kim Bài TT. Kim Bài, Thanh Oai                                                | 15-20-25 phút                                                                                               | 12.000 đ                        | 5:00 - 19:35                                                | 25.1 km                                     | Công ty Cổ phần Xe Khách Hà Nội (Tân Long)              | Gaz B22                                         |
| 125   | Bến xe Thường Tín TT.Thường Tín, Thường Tín                           | ↔ | Tế Tiêu TT. Đại Nghĩa, Mỹ Đức                                                 | 20 - 25 phút                                                                                                | 20.000 đ                        | 5:00 - 20:00                                                | 40.45 km                                    | Công ty cổ phần vận tải và Dịch vụ Liên Ninh            | Gaz B22                                         |
| 126   | Bến xe Sơn Tây Quang Trung, Sơn Tây                                   | ↔ | Trung Hà Thái Hoà, Ba Vì                                                      | 20 - 25 phút                                                                                                | 15.000 đ                        | 5:00 - 20:00                                                | 34 km                                       | Công ty Cổ phần Vận tải ô tô khách Hà Tây               | Gaz B22                                         |
| 146   | Hào Nam (ga Cát Linh) ↔ Cầu Giấy Ô Chợ Dừa, Đống Đa                   | ↔ | Long Biên ↔ Hào Nam (ga Cát Linh) Ô Chợ Dừa, Đống Đa                          | 10 - 15 - 20 phút                                                                                           | 12.000 đ                        | 5:00 - 22:00                                                | 25.25 km                                    | Công ty Cổ phần Xe Khách Hà Nội (Tân Long)              | Gaz B22                                         |

| Tuyến | Đầu bến                             | Đầu bến | Đầu bến                       | Tần suất                     | Giá vé/lượt | Thời gian hoạt động | Cự ly tuyến | Đơn vị quản lý                     | Dòng xe     |
| Tuyến | Đầu A                               |         | Đầu B                         | Tần suất                     | Giá vé/lượt | Thời gian hoạt động | Cự ly tuyến | Đơn vị quản lý                     | Dòng xe     |
| ----- | ----------------------------------- | ------- | ----------------------------- | ---------------------------- | ----------- | ------------------- | ----------- | ---------------------------------- | ----------- |
| BRT01 | Bến xe Yên Nghĩa Yên Nghĩa, Hà Đông | ↔       | Bến xe Kim Mã Kim Mã, Ba Đình | 3 - 5 - 7 - 8 - 10 – 15 phút | 8.000 đ     | 5:00 - 22:00        | 14.65 km    | Xí nghiệp xe buýt nhanh BRT Hà Nội | Thaco TB120 |

## Các tuyến xe buýt nhiên liệu sạch

### Tuyến buýt CNG
| Tuyến | Đầu bến                                             | Đầu bến | Đầu bến                                                         | Tần suất     | Giá vé/lượt; ghi chú | Thời gian hoạt động | Cự ly tuyến (trung bình lượt đi và lượt về) | Đơn vị quản lý                                    | Dòng xe                   |
| Tuyến | Đầu A                                               |         | Đầu B                                                           | Tần suất     | Giá vé/lượt; ghi chú | Thời gian hoạt động | Cự ly tuyến (trung bình lượt đi và lượt về) | Đơn vị quản lý                                    | Dòng xe                   |
| ----- | --------------------------------------------------- | ------- | --------------------------------------------------------------- | ------------ | -------------------- | ------------------- | ------------------------------------------- | ------------------------------------------------- | ------------------------- |
| 142   | Bến xe Nam Thăng Long Xuân Đỉnh, Bắc Từ Liêm        | ↔       | Vincom Long Biên Phúc Lợi, Long Biên                            | 15-20 phút   | 10.000 đ             | 5:00 - 21:00        | 24.05 km                                    | Công ty TNHH Du lịch, Dịch vụ và Xây dựng Bảo Yến | Huyndai Tracomeco B40 CNG |
| 143   | Hào Nam Ô Chợ Dừa, Đống Đa                          | ↔       | Thị trấn Đông Anh TT. Đông Anh, Đông Anh                        | 15-20 phút   | 10.000 đ             | 5:00 - 22:00        | 21.7 km                                     | Công ty TNHH Du lịch, Dịch vụ và Xây dựng Bảo Yến | Huyndai Tracomeco B40 CNG |
| 144   | Trường Đại học Mỏ - Địa chất Đức Thắng, Bắc Từ Liêm | ↔       | Trần Khánh Dư Phan Chu Trinh, Hoàn Kiếm                         | 20-25 phút   | 10.000 đ             | 5:00 - 21:00        | 23.1 km                                     | Công ty TNHH Du lịch, Dịch vụ và Xây dựng Bảo Yến | Huyndai Tracomeco B40 CNG |
| 157   | Bến xe Mỹ Đình Mỹ Đình 2, Nam Từ Liêm               | ↔       | Bến xe Sơn Tây Quang Trung, Sơn Tây                             | 15-20 phút   | 20.000 đ             | 5:00 - 20:00        | 40.5 km                                     | Công ty TNHH Du lịch, Dịch vụ và Xây dựng Bảo Yến | Huyndai Tracomeco B50 CNG |
| 158   | Bến xe Yên Nghĩa Yên Nghĩa, Hà Đông                 | ↔       | Khu đô thị Đặng Xá Đặng Xá, Gia Lâm                             | 15-20 phút   | 15.000 đ             | 5:00 - 21:00        | 31.8 km                                     | Công ty TNHH Du lịch, Dịch vụ và Xây dựng Bảo Yến | Huyndai Tracomeco B50 CNG |
| 159   | Khu đô thị Times City Vĩnh Tuy, Hai Bà Trưng        | ↔       | Bệnh viện Bệnh nhiệt đới Trung ương Cơ Sở 2 Kim Chung, Đông Anh | 12-15 phút   | 12.000 đ             | 5:00 - 21:00        | 28.05 km                                    | Công ty TNHH Du lịch, Dịch vụ và Xây dựng Bảo Yến | Huyndai Tracomeco B50 CNG |
| 160   | Nam Thăng Long Xuân Đỉnh, Bắc Từ Liêm               | ↔       | Kim Lũ , Sóc Sơn                                                | 15 - 20 phút | 15.000 đ             | 5:00 - 20:00        | 32.75 km                                    | Công ty TNHH Du lịch, Dịch vụ và Xây dựng Bảo Yến | Huyndai Tracomeco B40 CNG |
| 161   | Cầu Giấy Láng Thượng, Đống Đa                       | ↔       | Tam Hiệp , Thanh Trì                                            | 15-30 phút   | 10.000 đ             | 5:00 - 20:00        | 16.1 km                                     | Công ty TNHH Du lịch, Dịch vụ và Xây dựng Bảo Yến | Huyndai Tracomeco B40 CNG |
| 162   | Nhổn Minh Khai, Bắc Từ Liêm                         | ↔       | Thọ An , Đan Phượng                                             | 20-30 phút   | 10.000 đ             | 5:20 - 19:30        | 21.85 km                                    | Công ty TNHH Du lịch, Dịch vụ và Xây dựng Bảo Yến | Huyndai Tracomeco B40 CNG |
| 163   | Bến xe Yên Nghĩa Yên Nghĩa, Hà Đông                 | ↔       | Nhổn Minh Khai, Bắc Từ Liêm                                     | 20-30 phút   | 15.000 đ             | 5:00 - 19:00        | 37.8 km                                     | Công ty TNHH Du lịch, Dịch vụ và Xây dựng Bảo Yến | Huyndai Tracomeco B40 CNG |

### Tuyến buýt điện (VinBus)
| Tuyến | Đầu bến                                                                | Đầu bến | Đầu bến                                                              | Tần suất     | Giá vé/lượt; ghi chú     | Thời gian hoạt động | Cự ly tuyến (trung bình lượt đi và lượt về) | Đơn vị quản lý                                         | Dòng xe             |
| Tuyến | Đầu A                                                                  |         | Đầu B                                                                | Tần suất     | Giá vé/lượt; ghi chú     | Thời gian hoạt động | Cự ly tuyến (trung bình lượt đi và lượt về) | Đơn vị quản lý                                         | Dòng xe             |
| ----- | ---------------------------------------------------------------------- | ------- | -------------------------------------------------------------------- | ------------ | ------------------------ | ------------------- | ------------------------------------------- | ------------------------------------------------------ | ------------------- |
| E01   | Bến xe Mỹ Đình ↔ Ngã Tư Sở Mỹ Đình 2, Nam Từ Liêm                      | ↔       | Khu đô thị Vinhomes Ocean Park Kiêu Kỵ, Gia Lâm                      | 12 - 20 phút | 12.000 đ                 | 5:05 - 21:00        | 26.95 km                                    | Công ty TNHH DVVT sinh thái VinBus - Tập đoàn Vingroup | VinFast Green Bus   |
| E02   | Hào Nam Ô Chợ Dừa, Đống Đa                                             | ↔       | Khu đô thị Vinhomes Ocean Park Kiêu Kỵ, Gia Lâm                      | 13 - 20 phút | 12.000 đ                 | 5:00 - 22:00        | 27.7 km                                     | Công ty TNHH DVVT sinh thái VinBus - Tập đoàn Vingroup | VinFast Green Bus   |
| E03   | Mỹ Đình (KĐT Vinhomes Gardenia - Cầu Diễn) Cầu Diễn, Nam Từ Liêm       | ↔       | Khu đô thị Vinhomes Ocean Park Kiêu Kỵ, Gia Lâm                      | 12 - 20 phút | 15.000 đ                 | 5:00 - 21:00        | 31.55 km                                    | Công ty TNHH DVVT sinh thái VinBus - Tập đoàn Vingroup | VinFast Green Bus   |
| E04   | Khu đô thị Vinhomes Smart City ↔ Ngã Tư Sở Tây Mỗ, Nam Từ Liêm         | ↔       | Trung tâm thương mại Vincom Long Biên Phúc Lợi, Long Biên            | 15 - 20 phút | 12.000 đ                 | 5:00 - 21:30        | 25.3 km                                     | Công ty TNHH DVVT sinh thái VinBus - Tập đoàn Vingroup | VinFast Green Bus   |
| E05   | Long Biên ↔ Cầu Giấy Nguyễn Trung Trực, Ba Đình                        | ↔       | Khu đô thị Vinhomes Smart City Tây Mỗ, Nam Từ Liêm                   | 15 - 20 phút | 10.000 đ                 | 5:00 - 21:30        | 20.7 km                                     | Công ty TNHH DVVT sinh thái VinBus - Tập đoàn Vingroup | VinFast Green Bus   |
| E06   | Bến xe Giáp Bát ↔ Bến xe Nước Ngầm Giáp Bát, Hoàng Mai                 | ↔       | Khu đô thị Vinhomes Smart City Tây Mỗ, Nam Từ Liêm                   | 15 - 20 phút | 10.000 đ                 | 5:05 - 21:30        | 22.7 km                                     | Công ty TNHH DVVT sinh thái VinBus - Tập đoàn Vingroup | VinFast Green Bus   |
| E07   | Long Biên ↔ Bờ Hồ Nguyễn Trung Trực, Ba Đình                           | ↔       | Khu đô thị Vinhomes Smart City Tây Mỗ, Nam Từ Liêm                   | 12 - 20 phút | 10.000 đ                 | 5:00 - 21:30        | 16.5 km                                     | Công ty TNHH DVVT sinh thái VinBus - Tập đoàn Vingroup | VinFast Green Bus   |
| E08   | Khu Liên cơ quan Sở ngành Hà Nội ↔ Khu Ngoại Giao Đoàn Xuân La, Tây Hồ | ↔       | Khu đô thị Vinhomes Times City Vĩnh Tuy, Hai Bà Trưng                | 15 - 20 phút | 10.000 đ                 | 5:00 - 21:00        | 18.55 km                                    | Công ty TNHH DVVT sinh thái VinBus - Tập đoàn Vingroup | VinFast Green Bus   |
| E09   | Khu Liên cơ quan Sở ngành Hà Nội ↔ Long Biên Xuân La, Tây Hồ           | ↔       | Khu đô thị Vinhomes Smart City Tây Mỗ, Nam Từ Liêm                   | 15 - 20 phút | 10.000 đ                 | 5:00 - 21:30        | 22.95 km                                    | Công ty TNHH DVVT sinh thái VinBus - Tập đoàn Vingroup | VinFast Green Bus   |
| E10   | Khu đô thị Vinhomes Ocean Park Kiêu Kỵ, Gia Lâm                        | ↔       | Sân bay Nội Bài Phú Cường, Sóc Sơn                                   | 20 phút      | 20.000 đ                 | 5:00 - 22:00        | 40.5 km                                     | Công ty TNHH DVVT sinh thái VinBus - Tập đoàn Vingroup | VinFast Green Bus   |
| SMC1  | Trung tâm thương mại Vincom Mega Mall Smart City Tây Mỗ, Nam Từ Liêm   | ↔       | Trung tâm thương mại Vincom Mega Mall Smart City Tây Mỗ, Nam Từ Liêm | 10 phút      | Miễn Phí (Tuyến Nội Khu) | 5:00 - 22:10        |                                             | Công ty TNHH DVVT sinh thái VinBus - Tập đoàn Vingroup | VinFast Green Bus   |
| OCP1  | Trung tâm thương mại Vincom Mega Mall Ocean Park Kiêu Kỵ, Gia Lâm      | ↔       | Trung tâm thương mại Vincom Mega Mall Ocean Park Kiêu Kỵ, Gia Lâm    | 22 phút      | Miễn Phí (Tuyến Nội Khu) | 5:00 - 22:30        |                                             | Công ty TNHH DVVT sinh thái VinBus - Tập đoàn Vingroup | VinFast Green Bus   |
| OCT1  | Khu đô thị Royal City ↔ Vinhomes Times City Thượng Đình, Thanh Xuân    | ↔       | Ocean City (Hưng Yên) Văn Giang, Hưng Yên                            | 10-15 phút   | Miễn Phí                 | 6:00 - 23:59        |                                             | Công ty TNHH DVVT sinh thái VinBus - Tập đoàn Vingroup | VinFast Green Bus   |
| OCT2  | Bờ Hồ (Nhà hát Lớn) Tràng Tiền, Hoàn Kiếm                              | ↔       | Ocean City (Hưng Yên) Văn Giang, Hưng Yên                            | 10-15 phút   | Miễn Phí                 | 8:00 - 23:59        |                                             | Công ty TNHH DVVT sinh thái VinBus - Tập đoàn Vingroup | VinFast Green Bus   |
| NIA   | Nhà ga nội địa - Sân bay Nội Bài Phú Minh, Sóc Sơn                     | ↔       | Nhà ga quốc tế - Sân bay Nội Bài Phú Cường, Sóc Sơn                  | 15-20 phút   | Miễn Phí                 | 5:00 - 21:00        |                                             | Công ty TNHH DVVT sinh thái VinBus - Tập đoàn Vingroup | VinFast Green Bus   |
| 43    | Kim Mã , Ba Đình                                                       | ↔       | Thị trấn Đông Anh , Đông Anh                                         | 15-20 phút   | 12.000 đ                 | 5:00 - 21:00        | 26.8 km                                     | Công ty TNHH DVVT sinh thái VinBus - Tập đoàn Vingroup | VinFast Green Bus 8 |

## Các tuyến xe buýt không trợ giá khác trong nội thành Hà Nội và tuyến liên tỉnh

### Tuyến buýt không trợ giá khác trong nội thành Hà Nội
| Tuyến | Đầu bến                                | Đầu bến | Đầu bến                                     | Tần suất         | Giá vé/lượt                              | Thời gian hoạt động                                                    | Đơn vị quản lý                                                  |
| Tuyến | Đầu A                                  |         | Đầu B                                       | Tần suất         | Giá vé/lượt                              | Thời gian hoạt động                                                    | Đơn vị quản lý                                                  |
| ----- | -------------------------------------- | ------- | ------------------------------------------- | ---------------- | ---------------------------------------- | ---------------------------------------------------------------------- | --------------------------------------------------------------- |
| 70A   | Bến xe Mỹ Đình Mỹ Đình 2, Nam Từ Liêm  | ↔       | Trung Hà Thái Hoà, Ba Vì                    | 20-30 phút       | 20.000 đ                                 |                                                                        | Công ty Cổ phần Vận tải ô tô khách Hà Tây                       |
| 70B   | Bến xe Mỹ Đình Mỹ Đình 2, Nam Từ Liêm  | ↔       | Phú Cường <->Bến Xe Cố Đô Phú Cường, Ba Vì  | 20-30 phút       | 30.000 đ                                 | 5:00 - 17:00                                                           | Công ty Cổ phần Vận tải ô tô khách Hà Tây                       |
| 71    | Công viên Nghĩa Đô Dịch Vọng, Cầu Giấy | ↔       | Đại Học Quốc gia Hà Nội Hoà Lạc, Thạch Thất | 15-25-30-45 phút | 10.000-20.000 đ (chặng) 35.000 đ (tuyến) | Công viên Nghĩa Đô: 5:20 - 18:30 Đại Học Quốc gia Hà Nội: 6:30 - 18:30 | Công ty Cổ phần Xe Khách Hà Nội (Tân Long)                      |
| 78    | Bến xe Mỹ Đình Mỹ Đình 2, Nam Từ Liêm  | ↔       | Tế Tiêu TT. Đại Nghĩa, Mỹ Đức               | 20-30 phút       | 10.000-30.000 đ (chặng) 35.000 đ (tuyến) | 5:00 - 18:00                                                           | Công ty Cổ phần Vận tải và Dịch vụ Phúc Minh (Bảo Châu Tín Lợi) |

### Tuyến buýt liên tỉnh
| Tuyến | Đầu bến                               | Đầu bến | Đầu bến                                            | Tần suất   | Giá vé/lượt; ghi chú                                                    |
| Tuyến | Đầu A                                 |         | Đầu B                                              | Tần suất   | Giá vé/lượt; ghi chú                                                    |
| ----- | ------------------------------------- | ------- | -------------------------------------------------- | ---------- | ----------------------------------------------------------------------- |
| 202   | Bến xe Gia Lâm Gia Thụy, Long Biên    | ↔       | Bến xe Hải Dương Nguyễn Trãi, Hải Dương, Hải Dương | 15 phút    | 7.000–25.000 đ (chặng) 45.000-50.000đ (tuyến)                           |
| 203   | Bến xe Giáp Bát Giáp Bát, Hoàng Mai   | ↔       | Bến xe Bắc Giang Xương Giang, Bắc Giang, Bắc Giang | 15–20 phút | 10.000-40.000đ (chặng) 55.000đ (tuyến)                                  |
| 204   | Long Biên Nguyễn Trung Trực, Ba Đình  | ↔       | Thuận Thành Hồ, Thuận Thành, Bắc Ninh              | 15–20 phút | 15.000đ (chặng) 35.000đ (tuyến)                                         |
| 205   | Bến xe Gia Lâm Gia Thụy, Long Biên    | ↔       | Bến xe Hưng Yên Hiến Nam, Hưng Yên, Hưng Yên       | 20 phút    | 20.000-30.000đ (chặng, riêng nội đô TP Hưng Yên 5.000đ) 50.000đ (tuyến) |
| 206   | Bến xe Giáp Bát Giáp Bát, Hoàng Mai   | ↔       | Bến xe Phủ Lý Thanh Châu, Phủ Lý, Hà Nam           | 15–30 phút | 15.000-42.000đ (chặng) 47.000đ (tuyến)                                  |
| 207   | Bến xe Gia Lâm Gia Thụy, Long Biên    | ↔       | Bến xe Triều Dương Thiện Phiến, Tiên Lữ, Hưng Yên  | 20 phút    | 20.000đ - 50.000đ (Chặng) 20.000đ (Trẻ em) 60.000đ (Toàn tuyến)         |
| 208   | Bến xe Giáp Bát Giáp Bát, Hoàng Mai   | ↔       | Bến xe Hưng Yên Hiến Nam, Hưng Yên, Hưng Yên       | 15–20 phút | 30.000-40.000đ (chặng) 55.000đ (tuyến)                                  |
| 209   | Bến xe Giáp Bát Giáp Bát, Hoàng Mai   | ↔       | Bến xe Triều Dương Thiện Phiến, Tiên Lữ, Hưng Yên  | 20–30 phút | 10.000-35.000đ (chặng) 40.000đ (tuyến)                                  |
| 210   | Bến xe Gia Lâm Gia Thụy, Long Biên    | ↔       | Bến xe Hiệp Hòa Thắng, Hiệp Hòa, Bắc Giang         | 15–30 phút | 15.000-45.000đ (chặng) 55.000đ (tuyến)                                  |
| 212   | Bến xe Mỹ Đình Mỹ Đình 2, Nam Từ Liêm | ↔       | Bến xe Quế Võ Phố Mới, Quế Võ, Bắc Ninh            | 15–20 phút | 15.000–45.000 đ (chặng) 60.000đ (tuyến)                                 |
| 213   | Bến xe Yên Nghĩa Yên Nghĩa, Hà Đông   | ↔       | Bến xe Bình An Tân Hòa, Hòa Bình, Hòa Bình         | 15–20 phút | 15.000–40.000 đ (chặng) 55.000 đ (tuyến)                                |
| 214   | Bến xe Yên Nghĩa Yên Nghĩa, Hà Đông   | ↔       | Bến xe Hà Nam Liêm Chính, Phủ Lý, Hà Nam           | 15–30 phút | 15.000–35.000 đ (chặng) 45.000đ (tuyến)                                 |
| 215   | Bến xe Mỹ Đình Mỹ Đình 2, Nam Từ Liêm | ↔       | Bến xe Trực Ninh Liêm Hải, Trực Ninh, Nam Định     | 30 phút    | 35.000–85.000 đ (chặng) 100.000đ (tuyến)                                |

## Các tuyến đã dừng hoạt động
| Tuyến | Đầu A                                                                      |   | Đầu B                                                                      | Tần suất; ngày hoạt động    | Giá vé/lượt; ghi chú              | Thời gian hoạt động | Cự ly tuyến (trung bình lượt đi và lượt về) | Đơn vị quản lý                                                  | Dòng xe      | Ghi chú |
| ----- | -------------------------------------------------------------------------- | - | -------------------------------------------------------------------------- | --------------------------- | --------------------------------- | --- | ------------------------------------------- | --------------------------------------------------------------- | ------------ | --- |
| 10A   | Long Biên Nguyễn Trung Trực, Ba Đình                                       | ↔ | Từ Sơn Cổng bệnh viện đa khoa Từ Sơn                                       | 10 - 15 phút                | 7.000 đ                           | 5:00 - 21:00 | 17.9 km                                     | Xí nghiệp xe buýt Yên Viên                                      | Daewoo BC095 | Dừng hoạt động kể từ ngày 01/04/2024 |
| 10B   | Long Biên Nguyễn Trung Trực, Ba Đình                                       | ↔ | Trung Mầu Gia Lâm                                                          | 10 - 15 phút                | 7.000 đ                           | 5:00 - 21:00 | 25.1 km                                     | Xí nghiệp xe buýt Yên Viên                                      | Daewoo BC095 | Dừng hoạt động kể từ ngày 01/04/2024 |
| 14    | Bờ Hồ Hàng Bạc, Hoàn Kiếm                                                  | ↔ | Cổ Nhuế                                                                    | 20 phút                     | 7.000 đ                           | T2-T6: 5:00 - 21:00 T7 (14CT): 5:00 - 21:00 (Trần Khánh Dư), 5:05 - 21:00 (Cổ Nhuế) CN (14CT): 5:05 - 20:55 (Trần Khánh Dư), 5:00 - 21:00 (Cổ Nhuế) | 14.6 km                                     | Xí Nghiệp Xe khách Nam Hà Nội                                   | Daewoo BC095 | Dừng hoạt động kể từ ngày 01/04/2024 |
| 18    | Đại học Kinh tế Quốc dân 207 Đ. Giải Phóng, Đồng Tâm, Hai Bà Trưng, Hà Nội | ↔ | Đại học Kinh tế Quốc dân 207 Đ. Giải Phóng, Đồng Tâm, Hai Bà Trưng, Hà Nội | 10 - 15 phút                | 7.000 đ                           | T2-T7: 5h00-21h00 (ĐH KTQD1); 5h07-21h07 (ĐH KTQD2) CN: 5h02 - 20h57 (ĐH KTQD1); 5h09 - 21h04 (ĐH KTQD2)                                            | 18.15 km                                    | Xí Nghiệp Xe khách Nam Hà Nội                                   | Daewoo BC095 | Dừng hoạt động kể từ ngày 01/04/2024 |
| 44    | Trần Khánh Dư Phan Chu Trinh, Hoàn Kiếm                                    | ↔ | Bến xe Mỹ Đình Mỹ Đình 2, Nam Từ Liêm                                      | 10 - 15 phút                | 7.000 đ                           | 5:00 - 21:00 |                                             | Công ty cổ phần Xe Điện Hà Nội                                  | Daewoo BS090 | Dừng hoạt động kể từ ngày 01/04/2024 |
| 145   | TTTM Big C Thăng Long Trung Hoà, Cầu Giấy                                  | ↔ | Công viên nước Hồ Tây Nhật Tân, Tây Hồ                                     | 20 - 25 - 30 phút           | 7.000 đ                           | 5:00 - 22:00 |                                             | Công ty Cổ phần Xe Khách Hà Nội (Tân Long)                      | Gaz B22      | Dừng hoạt động kể từ ngày 01/04/2024 |
| 27TC  | Khu Liên cơ quan Sở ngành Hà Nội Xuân La, Tây Hồ                           | ↔ | Bến xe Yên Nghĩa Yên Nghĩa, Hà Đông                                        | 14 - 16 phút                | 7.000 đ                           | BX Yên Nghĩa: 5:46 - 7:28 Khu liên cơ: 16:30 - 18:18                                                                                                | 19.2 km                                     | Công ty cổ phần Xe Điện Hà Nội                                  | Daewoo BC095 | Tuyến tăng cường phục vụ công nhân viên chức di chuyển, chỉ dừng tại một số điểm dừng nhất định |
| 40A   | Công viên Thống Nhất Lê Đại Hành, Hai Bà Trưng                             | ↔ | Như Quỳnh Văn Lâm, Hưng Yên                                                | 13 - 14 - 18 - 22 - 24 phút | 7.000 đ                           | 5:00 - 22:00 | 23 km                                       | Xí nghiệp xe buýt Yên Viên                                      |              | Hợp nhất toàn bộ nhánh tuyến, tuyến hợp nhất chạy lộ trình của nhánh tuyến 40B cũ (Công viên Thống Nhất - Văn Lâm) |
| 16A   | Bến xe Giáp Bát Giáp Bát, Hoàng Mai                                        | ↔ | Bến xe Mỹ Đình Mỹ Đình 2, Nam Từ Liêm                                      | 10 - 15 - 20 - 30 phút      | 7.000 đ                           | T2-T7: 5:15 - 21:15 (BX Giáp Bát), 5:05 - 21h15 (BX Mỹ Đình) CN: 5:20 - 21:00 (BX Mỹ Đình), 5:20 - 20:50 (BX Giáp Bát)                              | 13.7 km                                     | Xí nghiệp xe buýt Thăng Long                                    |              | Hợp nhất toàn bộ nhánh tuyến, tuyến hợp nhất chạy lộ trình của nhánh tuyến 16B cũ (BX Mỹ Đình - BX Nước Ngầm) |
| 20C   | Nhổn (Đại học Công Nghiệp Hà Nội) ↔ Quốc lộ 32 Minh Khai, Bắc Từ Liêm      | ↔ | Võng Xuyên , Phúc Thọ                                                      | 30 phút                     | 9.000 đ                           | Nhổn: 5:23 - 18:08 Võng Xuyên: 5:23 - 19:38 | 33.7 km                                     | Xí nghiệp xe buýt Cầu Bươu                                      |              | |
| 50B   | Long Biên Nguyễn Trung Trực, Ba Đình                                       | ↔ | Khu đô thị An Khánh An Khánh, Hoài Đức                                     | 15 - 20 phút                | 7.000 đ                           | 5:00 - 21:00 |                                             | Xí nghiệp xe buýt 10 - 10                                       |              | |
| 56C   | Bến xe Nam Thăng Long Xuân Đỉnh, Nam Từ Liêm                               | ↔ | Bắc Phú , Sóc Sơn                                                          | 60 - 65 - 80 phút           | 8.000 đ                           | T2-T7: 5:00 - 21:00 (Nam Thăng Long), 5:00 - 21:05 (Bắc Phú) CN: 4:45 - 20:45 (Nam Thăng Long), 5:00 - 20:35 (Bắc Phú)                              | 32.4 km                                     | Công ty cổ phần Xe Điện Hà Nội                                  |              | Hợp nhất điểm cuối hai nhánh tuyến 56B và 56C thành nhánh tuyến 56B mới |
| 71A   | Bến xe Mỹ Đình Mỹ Đình 2, Nam Từ Liêm                                      | ↔ | Bến xe Sơn Tây Quang Trung, Sơn Tây                                        | 10 - 20 phút                | 20.000 đ                          | 5:00 - 18:00 |                                             | Xí nghiệp xe khách Nam Hà Nội                                   |              | |
| 71B   | Bến xe Mỹ Đình Mỹ Đình 2, Nam Từ Liêm                                      | ↔ | Xuân Mai TT. Xuân Mai, Chương Mỹ                                           | 10 - 20 phút                | 20.000 đ                          | 5:00 - 18:00 |                                             | Xí nghiệp xe khách Nam Hà Nội                                   |              | |
| 73    | Bến xe Mỹ Đình Mỹ Đình 2, Nam Từ Liêm                                      | ↔ | Chùa Thầy Sài Sơn, Quốc Oai                                                | 10 - 20 phút                | 10.000 đ                          | 5:00 - 18:00 |                                             | Xí nghiệp xe khách Nam Hà Nội                                   |              | |
| 75    | Bến xe Yên Nghĩa Yên Nghĩa, Hà Đông                                        | ↔ | Bến xe Huơng Sơn Hương Sơn, Mỹ Đức                                         | 20 - 30 phút                | 25.000 đ                          | 5:00 - 17:00 |                                             | Công ty Cổ phần Vận tải ô tô khách Hà Tây                       |              | |
| 76    | Bến xe Sơn Tây Quang Trung, Sơn Tây                                        | ↔ | Trung Hà Thái Hoà, Ba Vì                                                   | 30 phút                     | 9.000 đ                           | 5:00 - 18:00 |                                             | Công ty TNHH Du lịch, Dịch vụ và Xây dựng Bảo Yến               |              | |
| 77    | Bến xe Yên Nghĩa Yên Nghĩa, Hà Đông                                        | ↔ | Bến xe Sơn Tây Quang Trung, Sơn Tây                                        | 20 - 30 phút                | 20.000 đ                          | 5:00 - 17:00 |                                             | Công ty Cổ phần Ô tô Vận tải Hà Tây                             |              | |
| 79    | Bến xe Sơn Tây Quang Trung, Sơn Tây                                        | ↔ | Đá Chông Minh Quang, Ba Vì                                                 | 30 phút                     | 20.000 đ                          | 5:00 - 18:00 |                                             | Xí nghiệp xe khách Nam Hà Nội                                   |              | Chuyển đổi thành tuyến mới có trợ giá |
| 80    | Bến xe Mỹ Đình Mỹ Đình 2, Nam Từ Liêm                                      | ↔ | Kinh Đào An Mỹ, Mỹ Đức                                                     | 30 phút                     | 12.000 đ (chặng) 25.000 đ (tuyến) | 5:15 - 18:05 |                                             | Công ty Liên doanh vận chuyển Quốc tế Hải Vân                   |              | Dừng hoạt động kể từ ngày 09/04/2018 |
| 81    | Xuân Mai TT. Xuân Mai, Chương Mỹ                                           | ↔ | Bến xe Huơng Sơn Hương Sơn, Mỹ Đức                                         | 30 phút                     |                                   | 5:00 - ??:?? |                                             | Công ty Cổ phần Vận tải và Dịch vụ Phúc Minh (Bảo Châu Tín Lợi) |              | |
| 01B   | Bến xe Gia Lâm Gia Thụy, Long Biên                                         | ↔ | Hương Sơn , Mỹ Đức                                                         | 30 - 60 phút                | 9.000 đ                           | BX Gia Lâm: 4:00 - 14:30 Hương Sơn: 9:30 - 17:30 |                                             | Xí nghiệp xe khách Nam Hà Nội                                   |              | Vận hành từ 16/02/2019 đến 15/03/2019. Xe phục vụ Lễ hội Chùa Huơng 2019 |
| 107B  | Kim Mã , Ba Đình                                                           | ↔ | Hương Sơn , Mỹ Đức                                                         | 30 - 60 phút                | 9.000 đ                           | BX Kim Mã: 4:00 - 16:00 Hương Sơn: 11:00 - 19:00 |                                             | Trung tâm Tân Đạt                                               |              | Vận hành từ 16/02/2019 đến 15/03/2019. Xe phục vụ Lễ hội Chùa Huơng 2019 |
| 22C   | Bến xe Giáp Bát Giáp Bát, Hoàng Mai                                        |   | Khu đô thị Dương Nội Dương Nội, Hà Đông                                    | 20 - 30 phút                | 10.000 ₫                          | BX Giáp Bát: 5:00 - 21:30 KĐT Dương Nội: 5:05 - 21:30                                                                                               | 15,9 km                                     | Xí nghiệp xe buýt Cầu Bươu                                      | Daewoo BC095 | Kéo dài lộ trình và đổi số hiệu tuyến thành tuyến 22B mới (Bến xe Giáp Bát - Khu đô thị Đô Nghĩa) từ ngày 01/04/2025 theo thông báo của Transerco về triển khai tổ chức lại các nhánh tuyến 22A-22B-22C & 52A - 52B (Hợp nhất các nhánh tuyến 22A & 22B; 52A & 52B; kéo dài lộ trình và đổi số hiệu tuyến 22C) |
| 45    | Khu đô thị Times City Vĩnh Tuy, Hai Bà Trưng                               |   | Nam Thăng Long Xuân Đỉnh, Bắc Từ Liêm                                      | 15 - 20 phút                | 10.000 ₫                          | KĐT Times City: 5:00 - 19:45 Nam Thăng Long: 5:20 - 20:00                                                                                           | 17,8 km                                     | Công ty cổ phần Xe Điện Hà Nội                                  | Daewoo BS090 | Dừng hoạt động từ ngày 1/4/2025 |
| 52B   | Công viên Thống Nhất Lê Đại Hành, Hai Bà Trưng                             |   | Đặng Xá Đặng Xá, Gia Lâm                                                   | 20 phút                     | 10.000 ₫                          | CV Thống Nhất: 5:06 - 20:55 Đặng Xá: 5:06 - 20:55                                                                                                   | 22,3 km                                     | Xí nghiệp Xe buýt Hà Nội                                        | Daewoo BC110 | Hợp nhất với tuyến 52A (CV Thống Nhất - Lệ Chi) thành tuyến 52 (CV Thống Nhất - Lệ Chi) |
| 55A   | Khu Đô Thị Times City Vĩnh Tuy, Hai Bà Trưng                               |   | Cầu Giấy Láng Thượng, Cầu Giấy                                             | 20 - 22 phút                | 10.000 ₫                          | KĐT Times City: 5:25 - 20:50 Cầu Giấy: 5:00 - 19:42                                                                                                 | 18,3 km                                     | Công ty Cổ phần Xe Điện Hà Nội                                  | Daewoo BC095 | Hợp nhất với tuyến 55B (TTTM Aeon Mall Long Biên - Cầu Giấy) thành tuyến 55 (TTTM Aeon Mall Long Biên - Cầu Giấy) |